# Intelsat 29e
Intelsat 29e — геостационарный спутник связи, принадлежащий люксембургскому спутниковому оператору, компании Intelsat. Первый спутник из серии Intelsat EpicNG. Предназначен для предоставления телекоммуникационных услуг для Северной и Южной Америки, Европы и северной части Атлантического океана.
До аварии располагался на орбитальной позиции 50° западной долготы.
Запущен 27 января 2016 года ракетой-носителем Ариан-5.
10 апреля 2019 года компания Intelsat сообщила о повреждении в двигательной установке спутника, которое вызвало утечку топлива. Аномалия произошла 7 апреля 2019 года. Двумя днями позже, когда специалисты компании пытались восстановить работоспособность аппарата, связь со спутником прервалась. Intelsat был вынужден перевести своих клиентов на другие спутники. Спутник дрейфует по геостационарной орбите на восток, оператор сотрудничает с компанией-производителем Boeing над восстановлением связи с ним.
18 апреля 2019 года оператор подтвердил полную потерю спутника после безуспешных попыток восстановить с ним связь.
Расследование, проведённое компаниями, пришло к заключению, что причиной аномалии мог стать либо дефект проводки в сочетании с электростатическим разрядом, возникшим вследствие солнечной активности, либо столкновение с микрометеороидом.

## Аппарат
Первый из новой серии геостационарных спутников высокой пропускной способности Intelsat Epic. Планируется запуск ещё шести спутников данной серии, каждый из которых содержит производительные мощности эквивалентные 5 обычным геостационарным телекоммуникационным спутникам.

### Платформа
Построен на базе космической платформы Boeing 702MP американской компанией Boeing. Электроснабжение обеспечивают два крыла солнечных батарей и литий-ионные аккумуляторные батареи. Двигательная установка состоит из основного двигателя с тягой 490 Н используемого для достижения точки стояния, а также 8 двигателей малой тяги для орбитальных корректировок. Стартовая масса спутника составляет 6552 кг. Ожидаемый срок службы спутника — 15 лет.

### Транспондеры
На спутник установлены 46 транспондеров Ku-диапазона и 20 C-диапазона, суммарной ёмкостью 9395 МГц (эквивалент 270 стандартных транспондеров ёмкостью 36 МГц), а также оборудование Ka-диапазона ёмкостью 450 МГц.

### Покрытие
Спутник Intelsat 29e обеспечивала широкий спектр телекоммуникационных услуг (широкополосный доступ в Интернет, мобильная и стационарная телефонная связь) потребителям стран Северной и Южной Америки, Европы, а также для воздушных и морских маршрутов в северной части Атлантического океана.

## Запуск
Один из редких запусков ракеты-носителя Ариан-5 с одним геостационарным спутником (традиционно оператор запусков, французская компания Arianespace, производит одновременный запуск двух спутников суммарным весом около 10 тонн). Поскольку подходящего по весу спутника в пару не ожидалось ранее середины 2016 года, заказчик (Intelsat) согласился оплатить полную стоимость запуска, желая осуществить вывод своего спутника как можно скорее.
Запуск спутника Intelsat 29e состоялся в рамках миссии VA228 в 23:20 UTC 27 января 2016 года ракетой-носителем Ариан-5 ECA со стартового комплекса ELA-3 космодрома Куру во Французской Гвиане.
В отличие от стандартной для ракеты-носителя геопереходной орбиты 250 × 35 786 км, наклонение 6°, сравнительно низкая масса полезной нагрузки позволила осуществить вывод спутника Intelsat 29e на более удобную траекторию c орбитальными показателями 270 x 35 542 км, наклонение 0,53°, что снизит время и затраты топлива для выхода спутника к постоянной точке стояния.
До 7 февраля 2016 года спутник проводил ряд манёвров для выхода на геостационарную орбиту, после чего раскрыл крылья солнечных батарей и антенны для проведения тестирования компанией-производителем Boeing, которое продлилось до 13 марта. После этого контроль над спутником был передан оператору Intelsat.